# 12-Stunden-Rennen von Bathurst 2023

Streckenlayout

Das 12-Stunden-Rennen von Bathurst 2023, auch 2023 Liqui Moly Bathurst 12 Hour, fand am 5. Februar auf dem Mount Panorama Circuit statt und war das erste Rennen der Intercontinental GT Challenge 2023.

## Rennen
Das Rennen entwickelte sich zu einem sehr engen Kampf. um die Führung. In der letzten Rennstunde setzte Maro Engel zu Jagd auf Platz 1 an, bekam jedoch eine Durchfahrtsstrafe nach einer Kollision mit Jules Gounon. Dieser konnte das Rennen fortsetzen und letztendlich auch gewinnen. Der Abstand auf den Zweitplatzierten Matt Campbell betrug jedoch lediglich 0,9 Sekunden. Engel kam mit einem Rückstand von 1,5 Sekunden an.
Das Rennen wurde somit zu einem der Knappesten in der Geschichte des 12-Stunden-Rennens von Bathurst.

## Ergebnisse

### Schlussklassement
| Pos.            | Klass  | Nr. | Team                          | Fahrer                                                        | Fahrzeug                | Runden |
| --------------- | ------ | --- | ----------------------------- | ------------------------------------------------------------- | ----------------------- | ------ |
| 1               | Pro    | 75  | SunEnergy1 Racing             | Kenny Habul Jules Gounon Luca Stolz                           | Mercedes-AMG GT3 Evo    | 323    |
| 2               | Pro    | 912 | Manthey-Racing                | Matt Campbell Mathieu Jaminet Thomas Preining                 | Porsche 911 GT3 R       | 323    |
| 3               | Pro    | 999 | GruppeM Racing                | Maro Engel Mikaël Grenier Raffaele Marciello                  | Mercedes-AMG GT3 Evo    | 323    |
| 4               | Pro    | 32  | Team WRT                      | Sheldon van der Linde Dries Vanthoor Charles Weerts           | BMW M4 GT3              | 323    |
| 5               | Pro    | 888 | Triple Eight Race Engineering | Broc Feeney Maximilian Götz Shane van Gisbergen               | Mercedes-AMG GT3 Evo    | 322    |
| 6               | Pro    | 46  | Team WRT                      | Augusto Farfus Maxime Martin Valentino Rossi                  | BMW M4 GT3              | 322    |
| 7               | Pro-AM | 65  | Melbourne Performance Centre  | Chaz Mostert Fraser Ross Liam Talbot                          | Audi R8 LMS Evo II      | 321    |
| 8               | Pro    | 77  | Craft-Bamboo Racing           | Nicky Catsburg Philip Ellis Daniel Juncadella                 | Mercedes-AMG GT3 Evo    | 321    |
| 9               | Pro-AM | 777 | Melbourne Performance Centre  | Ricardo Feller Christopher Mies Yasser Shahin                 | Audi R8 LMS Evo II      | 320    |
| 10              | Pro-AM | 99  | Triple Eight Race Engineering | Jeffri Ibrahim Richie Stanaway Jamie Whincup                  | Mercedes-AMG GT3 Evo    | 319    |
| 11              | Pro-AM | 24  | Volante Rosso Motorsport      | Tony Bates Jordan Love David Reynolds                         | Mercedes-AMG GT3 Evo    | 316    |
| 12              | Silber | 10  | International Motorsport      | Andrew Fawcet Daniel Gaunt Dylan O'Keeffe                     | Audi R8 LMS Evo II      | 316    |
| 13              | Pro-AM | 9   | Hallmarc Racing               | Marc Cini Dean Fiore Lee Holdsworth                           | Audi R8 LMS Evo II      | 316    |
| 14              | Silber | 101 | Volante Rosso Motorsport      | Jonathan Hui Josh Hunt Ross Poulakis Tse Wingkin              | Mercedes-AMG GT3 Evo    | 310    |
| 15              | Silber | 50  | M Motorsport                  | David Crampton Trent Harrison Glen Wood Jayden Ojeda          | Audi R8 LMS Evo II      | 309    |
| 16              | Silber | 47  | Melbourne Performance Centre  | James Koundouris Theo Koundouris David Russell Jonathon Webb  | Audi R8 LMS Evo II      | 301    |
| 17              | INV    | 111 | MRA Motorsport                | Darren Currie Grant Donaldson Geoff Taunton                   | MARC Mazda 3 V8         | 283    |
| Ausgefallen     |        |     |                               |                                                               |                         |        |
| 18              | Pro-AM | 55  | PremiAir Racing               | James Golding Brad Schumacher Frédéric Vervisch               | Audi R8 LMS Evo II      | 243    |
| 19              | INV    | 19  | Nineteen Corporation          | Mark Griffith Christian Pancione Fabian Schiller              | Mercedes-AMG GT4        | 210    |
| 20              | Pro-AM | 222 | Scott Taylor Motorsport       | Alex Davison Geoff Emery Craig Lowndes Scott Taylor           | Mercedes-AMG GT3        | 177    |
| 21              | Silber | 44  | Valmont Racing                | Aaron Cameron Duvashen Padayachee Sergio Pires Marcel Zalloua | Mercedes-AMG GT3 Evo    | 89     |
| 22              | Silber | 6   | Wall Racing                   | Tony D'Alberto Adrian Deitz Grant Denyer David Wall           | Lamborghini Huracán GT3 | 70     |
| 23              | Pro-AM | 4   | Grove Racing                  | Anton de Pasquale Brenton Grove Stephen Grove                 | Porsche 911 GT3 R       | 56     |
| 24              | Pro    | 74  | Melbourne Performance Centre  | Mattia Drudi Christopher Haase Patric Niederhauser            | Audi R8 LMS Evo II      | 13     |
| Nicht gestartet |        |     |                               |                                                               |                         |        |
| 25              | INV    | 66  | Daytona Sports Cars           | Ben Schoots Dylan Thomas Shane Woodman                        | SIN R1 GT4              | 1      |
| 26              | INV    | 52  | Wheels Ltd.                   | Keith Kassulke Cameron McLeod Hadrian Morrall                 | MARC II V8              | 2      |

1 nicht gestartet
2 nicht gestartet

### Nur in der Meldeliste
Zu diesem Rennen sind keine weiteren Meldungen bekannt.

### Klassensieger
| Klasse | Fahrer        | Fahrer       | Fahrer         | Fahrzeug             | Platzierung im Gesamtklassement |
| ------ | ------------- | ------------ | -------------- | -------------------- | ------------------------------- |
| Pro    | Kenny Habul   | Jules Gounon | Luca Stolz     | Mercedes-AMG GT3 Evo | Gesamtsieg                      |
| Pro-AM | Chaz Mostert  | Fraser Ross  | Liam Talbot    | Audi R8 LMS Evo II   | Rang 7                          |
| Silber | Andrew Fawcet | Daniel Gaun  | Dylan O'Keeffe | Audi R8 LMS Evo II   | Rang 12                         |

### Renndaten
- Gemeldet: 26
- Gestartet: 24
- Gewertet: 17
- Rennklassen: 3
- Zuschauer: 53.446[2]
- Wetter am Renntag: warm und trocken
- Streckenlänge: 6,213 km
- Fahrzeit des Siegerteams: 12:00:40,1193 Stunden
- Gesamtrunden des Siegerteams: 323
- Gesamtdistanz des Siegerteams: 2006,799 km
- Siegerschnitt: unbekannt
- Pole Position: Maro Engel – Mercedes-AMG GT3 Evo(#999) – 2:00,8819
- Schnellste Rennrunde: unbekannt
- Rennserie: 1. Lauf zur Intercontinental GT Challenge 2023